# Euastrum wollei
Euastrum wollei là một loài Song tinh tảo trong họ Desmidiaceae, thuộc chi Euastrum.